# The Viper
The Viper, pseudoniem van Melvin Pelupessy, is een Nederlandse hardcore-dj en producer die sinds de jaren 90 actief is. Na een aantal platen bij Babyboom Records begon hij in 2006 zijn eigen label Viper Beatz. Het label bracht zeven platen uit. In 2011 sloot hij zich aan bij Neophyte Records. 
The Viper was ook een van de resident dj's op het feest ’90'S ONLY on the beach’ in Den Haag.

## Discografie

### Singles
| Track                                      | Featuring            | Label             | Catalog    | Vinyl                          | Release    |
| ------------------------------------------ | -------------------- | ----------------- | ---------- | ------------------------------ | ---------- |
| The Prophecy Unfolds                       | Tommyknocker         | Traxtorm Records  | TRAX0049   | The Prophecy Unfolds           | 12-05-2004 |
| Project Hardcore (Anthem Mix)              | Nosferatu & Endymion | Bionic Recordings | BIONIC 012 | Project Hardcore.NL The Anthem | 11-2005    |
| Blow Da Club Down (Original Mix)           |                      | Viper Beatz       | VB001      | Blow Da Club Down              | 14-09-2006 |
| Blow Da Club Down (Old School Mix)         | G-Town Madness       | Viper Beatz       | VB001      | Blow Da Club Down              | 14-09-2006 |
| Blow Da Club Down (Dirty Mix)              | G-Town Madness       | Viper Beatz       | VB001      | Blow Da Club Down              | 14-09-2006 |
| Show Your Skills (Part 1)                  |                      | Viper Beatz       | VB001      | Blow Da Club Down              | 14-09-2006 |
| Come As One (Project Hardcore Anthem 2007) | G-Town Madness       | Viper Beatz       | VB002      | Come As One                    | 06-11-2007 |
| Cliffhanger                                | G-Town Madness       | Viper Beatz       | VB002      | Come As One                    | 06-11-2007 |
| Buck 'Em Down (For Those Who Missed It)    | G-Town Madness       | Viper Beatz       | VB002      | Come As One                    | 06-11-2007 |
| Loose Control                              | DJ D                 | Hardcore Blasters |            | Loose Control                  | 01-01-2008 |
| Let It Bump!                               | G-Town Madness       | Viper Beatz       | VB003      | Let It Bump!                   | 11-2008    |
| Here It Comes (Original 2002 Mix)          | G-Town Madness       | Viper Beatz       | VB003      | Let It Bump!                   | 11-2008    |
| Live A Lie                                 | G-Town Madness       | Viper Beatz       | VB004      | Live A Lie                     | 06-2009    |
| Envy                                       | G-Town Madness       | Viper Beatz       | VB004      | Live A Lie                     | 06-2009    |
| Sanity                                     | Endymion             | Viper Beatz       | VB005      | Sanity                         | 05-03-2010 |
| My Music World                             | Endymion             | Viper Beatz       | VB005      | Sanity                         | 05-03-2010 |
| Wasting Away                               |                      | Neophyte Records  | NEO053     | Wasting Away                   | 29-04-2011 |
| Nothing To Lose                            | Neophyte             | Neophyte Records  | NEO053     | Wasting Away                   | 29-04-2011 |
| Coming Home                                | Neophyte             | Neophyte Records  | NEO057     | Coming Home                    | 23-09-2011 |
| Sacred Fire                                |                      | Neophyte Records  | NEO057     | Coming Home                    | 23-09-2011 |
| World Of Hurt                              | Tommyknocker         | Neophyte Records  | NEO057     | Coming Home                    | 23-09-2011 |
| Who We Are                                 | Nosferatu            | Neophyte Records  | NEO058     | Who We Are                     | 21-10-2011 |
| Change                                     | Endymion             | Neophyte Records  | NEO058     | Who We Are                     | 21-10-2011 |
| Fearless                                   | Tha Playah           | Neophyte Records  | NEO058     | Who We Are                     | 21-10-2011 |
| Highest Ace                                | Evil Activities      | Neophyte Records  | NEO058     | Who We Are                     | 21-10-2011 |

### Remixes
| Track                                            | Artist        | Label            | Catalog | Vinyl                  | Release    |
| ------------------------------------------------ | ------------- | ---------------- | ------- | ---------------------- | ---------- |
| Feel You Here (The Viper & G-Town Madness Remix) | Brennan Heart | Viper Beatz      | VB006   | Blending Harder Styles | 25-06-2010 |
| Hit 'Em (Evil Activities & The Viper Remix)      | Tha Playah    | Neophyte Records | NEO049  | D*, P* and A*          | 07-2010    |
| Burning Love 2011 (The Viper Remix)              | Critical Mass |                  |         |                        |            |